# Joseph Knecht

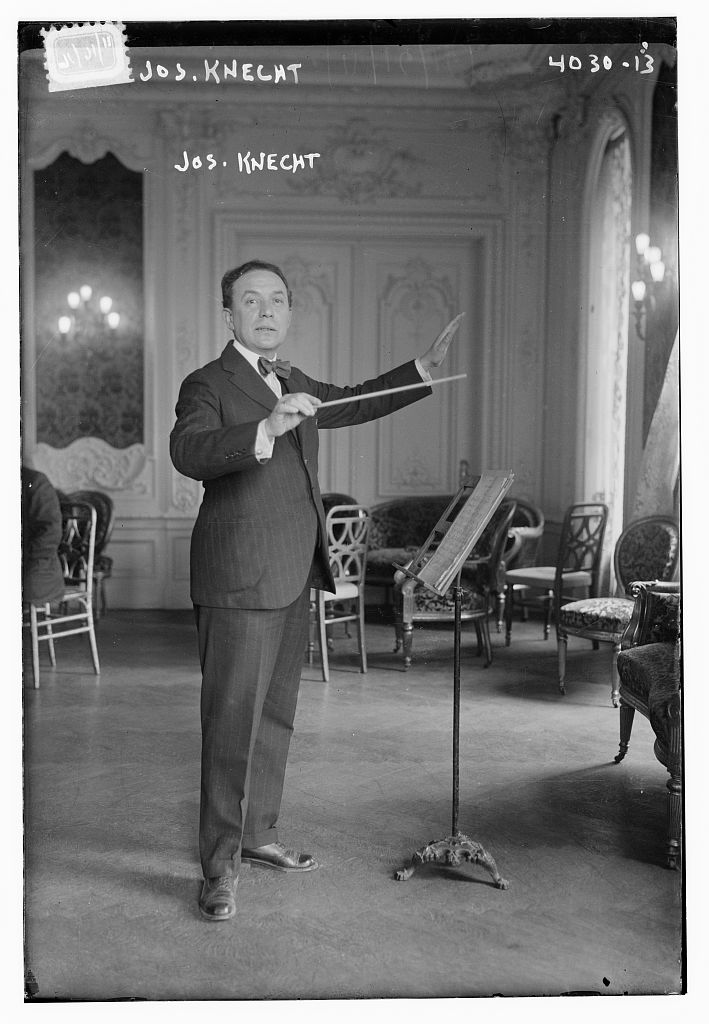
Joseph Knecht (1916)

Joseph Knecht (* 1864 in der Bukowina; † 30. Mai 1931 in Manhattan) war ein österreichisch-amerikanischer Geiger und Kapellmeister.

## Leben/Werk
Knecht wurde 1864 in der damals zum Kaiserreich Österreich-Ungarn gehörigen Bukowina geboren und lernte schon früh, Violine zu spielen. An der Technischen Universität Wien begann er ein Ingenieursstudium, das er aber der Musik halber aufgab, um am Konservatorium in Wien Violine zu studieren. Nach seinem Abschluss wurde er Mitglied im Orchester der Wiener Staatsoper, welches Hans Richter dirigierte. Wohl durch Vermittlung von Wilhelm Gericke wurde ihm eine Stelle im Boston Symphony Orchestra angeboten. Daraufhin ging er im September 1887 nach Amerika, wo er im Mai 1905 naturalisiert wurde. Nach dem Engagement als Orchestergeiger in Boston wechselte er nach New York, um dort an der Metropolitan Opera zum Assistenten des Konzertmeisters, dann selbst zum Konzertmeister und anschließend zum Assistenten des amtierenden Dirigenten aufzusteigen.
Als 1908 der Präsident des Hotels Waldorf-Astoria, George C. Bold, ihn aufforderte, ein Symphonie-Orchester zusammenzustellen, das im Hotel während der Sommerpause der Met spielen sollte, willigte er ein. Die Neuerung erwies sich als so erfolgreich, dass sie ab 1912 für ihn zur Hauptbeschäftigung wurde. Sie blieb es bis 1926, als er sich davon zugunsten seiner Tätigkeit am Rundfunk zurückzog. Ab Februar 1925 dirigierte er die populäre B.F.Goodrich Silvertown Cord-Band in den von der Reifenfirma B. F. Goodrich gesponserten Radioprogrammen. Mit dem irisch-amerikanischen Sänger Joseph M. White, der als „The Silver Masked Tenor“ inkognito auftrat, ging die Band auch auf Tournee durch die Vaudeville-Bühnen.
Laut Branchenblatt Variety vom 18. März 1925 waren das „Waldorf-Astoria Orchester“ und die „Silvertown Cord Band“ identisch. 15 mal in der Woche gingen die Musiker auf Sendung: bei der Station WEAF hießen sie als Studiokapelle „Silvertown Band“, mit dinner music-Programmen wurden sie als „Waldorf Astoria Orchestra“ allabendlich aus dem Rose Room im Waldorf Astoria-Hotel übertragen; Nachmittags- und Tanztee-Konzerte aus dem Commodore Hotel übertrug der Sender WJZ.
Ab Dezember 1917 machte Knecht mit seinen Musikern auch Grammophon-Aufnahmen bei der Victor Talking Machine Company in Camden NJ., ab November 1918 auch für Columbia und ab Oktober 1919 für Okeh. Weitere Gesellschaften wie Edison, Gennett und Pathé Frères folgten.
Zwischen 1925 und 1928 spielte er mit seiner „B F Goodrich Silvertown Cord Band“ wieder für Victor.
Knecht starb 1931 in Manhattan an einem Herzversagen. Er wurde 67 Jahre alt. Die New York Times widmete ihm einen Nachruf.

## Tondokumente (Hörbeispiele)
- Victor 18526 (mx. B-22330) Beautiful Ohio, Waltz (Mary Earl) Waldorf-Astoria Dance Orchestra, Joseph Knecht director. Rec. Camden NJ., 11/29/1918[8]
- Columbia A 2783 (mx. 78552) Tell Me, Fox Trot (Kortlander) Waldorf-Astoria Dance Orchestra, Joseph Knecht director. Rec. 1919[9]
- Pathé B-22136 Ruspana. Medley Fox Trot (Mary Earl) Waldorf-Astoria Dance Orchestra under the personal Direction of Joseph Knecht. Rec. 1919[10]
- His Masters Voice (CN) 216.236-B (mx. 900) “Russian Rag” (George L. Cobb), based on Sergei Rachmaninoff’s Prelude in C-sharp minor. Joseph Knecht’s Waldorf-Astoria Dance Orchestra. Rec. 1921[11]
- OkeH 4219-A (mx, S. 7614 A) In My Sweet Little Alice Blue Gown, Waltz from musical comedy „Jrene“ (Harry Tierney) Joseph Knecht’s Waldorf-Astoria Dance Orchestra. Rec. February 1921.[12]
- Gennett 4693-A (mx. G 07452) Broken Moon, Fox Trot (Roberts – Callahan) Joseph Knecht’s Waldorf-Astoria Dance Orchestra. Rec. Febr. 1921.[13]
- Edison Diamond Disc 51579-L (mx. 10431) I wonder where we’ve met before? Fox Trot (Knecht) Joseph Knecht’s Waldorf-Astoria Dance Orchestra. Recorded New York, June 15, 1925.[14]
- Victor 19793 (mx. BVE-33500) Brown Eyes Why Are You Blue? Fox Trot (Geo W. Meyer – Alfred Bryant) B F Goodrich Silvertown Cord Band, Joseph M Knecht; Vocalist: Joseph M White aka ‘The Silver-Masked Tenor’, rec. September 22, 1925.[15]
- Victor 20204 A (mx. BVE-36312) Mary Lou, Fox Trot (Waegner-Robinson-Lyman) B.F. Goodrich Silvertown Chord Orchestra. Vocal refrain by The Silver-Masked Tenor, rec. September 14, 1926.[16]